# Maurilândia do Tocantins
Maurilândia do Tocantins é um município brasileiro do estado do Tocantins. Localiza-se a uma latitude 05º57'11" sul e a uma longitude 47º30'23" oeste, estando a uma altitude de 156 metros. Sua população estimada em 2004 era de 3 257 habitantes.
Possui uma área de 792,475 km².